# National Geographic World Championship
O National Geographic World Championship (anteriormente chamado de International Geography Olympiad, que é agora o nome de outra competição parecida para estudantes mais velhos) é uma competição internacional de geografia, que ocorre a cada dois anos, e dura cinco dias, geralmente em julho ou início de agosto. 
Times de três estudantes são selecionados dentre aqueles que obtiveram as melhores pontuações na competição de seu respectivo país (como a Viagem do Conhecimento no Brasil, o National Geographic Bee nos Estados Unidos ou a Australian Geography Competition na Austrália). No primeiro dia, os times passam por um teste escrito, no qual todos os membros trabalham juntos. No segundo dia, participam de uma atividade envolvendo habilidades em geografia, tal como usar um mapa para encontrar lugares específicos, em áreas incomuns. Em seguida, somam-se os pontos das duas etapas, e os três melhores times avançam para a final. A fase final consiste em questões no estilo do National Geographic Bee, lidas por um moderador (desde 1993, Alex Trebek, apresentador do programa de TV Jeopardy!), direcionadas ao time ou a um membro em particular. As perguntas também podem envolver o uso de mapas, fotografias, sons ou objetos. Os três times recebem medalhas de bronze, prata ou ouro, de acordo com sua colocação. Em 2009, o Brasil teve sua primeira participação no National Geographic World Championship.

## História
O primeiro campeonato foi em 1993, organizado pela National Geographic Society. 

## Edições e Vencedores
1993
Local: Londres, Inglaterra
- Primeiro lugar: Estados Unidos (Noel Erinjeri, Michigan; Michael Ring, Rhode Island; Jeffrey Hoppes, Pennsylvania)
- Segundo lugar: Reino Unido (Colm Walsh; Richard Webb; David Hunt)
- Terceiro lugar: Rússia (Roman Amburtsev; Valerij Perelygin; Roman Fomin)

1995
Local: Orlando, Flórida
- Primeiro lugar: Austrália (Michael Lyon, Victoria; Patrick Chan, New South Wales; Michael Molinari, Western Australia)
- Segundo lugar: Reino Unido
- Terceiro lugar: Canadá[2]

1997
Local: Washington, D.C.
- Primeiro lugar: Canadá (Durgesh Saraph, Ontario; Rohan Verghese, Ontario; Armand Gaudry, British Columbia; Pierre-Marc Lanteigne, Quebéc)
- Segundo lugar: Argentina
- Terceiro lugar: Rússia[3]

1999
Local: Toronto, Ontario
- Primeiro lugar: Estados Unidos (David Beihl, Saluda, South Carolina; Jason Borschow, San Juan, Puerto Rico; John Kizer, Portsmouth, Ohio; Evan Sparks, Germantown, Tennessee)
- Segundo lugar: Canadá
- Terceiro lugar: Rússia[4]

2001
Local: Vancouver, British Columbia
- Primeiro lugar: Estados Unidos (Kyle Haddad-Fonda, Bellevue, Washington; Nicholas Jachowski, Pukalani, Hawaii; Steven Young, Reston, Virginia; Joe Henry Legan, Haughton, Louisiana)
- Segundo lugar: Canadá
  - Terceiro lugar: Hungria[5]

2003
Local: Tampa, Florida
- Primeiro lugar: Estados Unidos (John Rice, Maddock, North Dakota; Dallas Simons, Nashville, Tennessee; Alexander Smith, Burlington, North Carolina)
- Segundo lugar: Alemanha
- Terceiro lugar: França (Vincent Lafon, Paris; Antony Lee, Les Ulis; Thibaut Decazes, Versailles)[6]

2005
Local: Budapeste, Hungria
- Primeiro lugar: Estados Unidos (Andrew Wojtanik, Overland Park, Kansas; Jesse Weinberg, Coral Gables, Florida; Karan Takhar, North Attleboro, Massachusetts)
- Segundo lugar: Rússia (Ivan Prokhorov, Murmansk; Vera Efremova, Sterlitamak; Renat Temirgaleev, Orenburg)
- Terceiro lugar: Canadá (Daniel Siracusa, Burnaby, BC; Nathan Friedman, Kamloops, BC; John Yao, Toronto, Ontario)[7]

2007
Local: San Diego, Califórnia
- Primeiro lugar: México (Angel Aliseda Alonso, Guadalajara; Carlos Franco Ruiz, Zapotlan de Juarez; Emanuel Johansen Campos, Tejalpa)
- Segundo lugar: Estados Unidos (Matthew Vengalil, Grosse Pointe Shores, Michigan; Neeraj Sirdeshmukh, Nashua, New Hampshire; Kelsey Schilperoort, Prescott, Arizona)
- Terceiro lugar: Canadá (Jonathan Whyte, Toronto, Ontario; Marky Freeman, Thornhill, Ontario; Maxim Ralchenko, Ottawa)[8]

2009
Local: Cidade do México, México
- Primeiro lugar: Canadá (Chris Chiavatti, British Columbia; Peter Brandt, Manitoba; Graham Tompkins, Nova Scotia.)
- Segundo lugar: Estados Unidos (Kenji Golimlim, Southgate, Michigan; Milan Sandhu, Bedford, New Hampshire; Eric Yang, The Colony, Texas.)
- Terceiro lugar: Polônia (Piotr Byrski, Łodygowice, Ślaskie; Wojciech Kaczmarczyk, Racibórz, Ślaskie; Gabriel Stachura, Lublin, Lubelskie.)[9]